# 조르주 발루아
조르주 발루아(Georges Valois, 본명 알프레드-조르주 그레상; 1878년 10월 7일 – 1945년 2월)는 프랑스의 언론인이자 국민생디칼리슴 정치인이었다. 그는 레지스탕스의 일원이었고 베르겐-벨젠 강제 수용소에서 사망했다.

## 생애 및 경력
파리의 노동자 및 농민 가정에서 태어난 조르주 발루아는 17세에 싱가포르로 갔다가 1898년에 파리로 돌아왔다. 초년에는 아나르코생디칼리슴주의자였다. 그는 L'Humanité Nouvelle에서 비서로 일하면서 조르주 소렐을 만났다. 나중에 러시아 제국에 머물다가(1903년) 아르망 콜랭 출판사에서 비서로 일했다.
첫 저서인 《다가오는 사람》(L'Homme Qui Vient)을 쓴 후, 그는 민족주의자이자 군주주의 작가인 샤를 모라스를 만나 그의 악시옹 프랑세즈의 회원이 되었고, 그곳에서 노동자 운동을 계속 따랐다. 그의 직업이 극우 왕당파 연맹에 연루되어 위협받을 수 있었기 때문에, 그는 조르주 발루아라는 가명을 사용했다.
1911년, 그는 국민생디칼리슴 단체인 세르클 프루동을 창설했고, 1912년에는 악시옹 프랑세즈의 출판사인 누벨 리브레리 나시오날의 책임자가 되었다. 세르클은 소렐의 영향과 샤를 모라스가 선호하는 통합국민주의를 혼합했으며, 노골적으로 반유대주의적이었다. 역사가 제에브 스턴헬에 따르면, 그 이념은 이탈리아 파시즘의 전조였다.
1925년, 발루아는 주간지 르 누보 시에클("새로운 세기")을 창간했는데, 모라스는 이를 잠재적인 경쟁자로 보았다. 그 결과, 그는 라 누벨 리브레리 나시오날에서 직장을 잃었다. 그가 같은 해에 파쇼 연맹을 창설한 후 모라스와의 단절은 더욱 심각해졌다.
그의 오랜 협력자 자크 아르튀는 새로운 연맹의 지도자 중 한 명이었다. 이 연맹은 프랑스 공산당 (PCF)의 선동에 맞서 주요 기업가들의 지원을 받았다. 초기 성공(위베르 라가르델과 마르셀 뷔카르와 같은 극단주의 인물들이 가입) 후, 1928년에 사라졌는데, 이때 발루아는 이미 당에서 배제된 상태였다. 중산층은 프랑스를 위한 타당한 해결책으로서 파시즘에 대한 신뢰 부족 또는 로마 가톨릭교회 (1926년에 악시옹 프랑세즈를 파문함)가 정립한 경향에 따라 제3공화국의 기관을 침투하는 것이 최선의 해결책이라고 생각했기 때문에 지지를 철회했을 수도 있다.
발루아는 재정 지원을 잃었고, 파쇼는 해산되었으며, 그는 공화 생디칼리슴당 (PRS)을 창설했다. 자크 아르튀도 이 당의 지도자였다. 두 번째 좌파 연합 (Cartel des gauches) 기간 동안, 당은 1928년부터 1932년까지 《카이에 블루》(Cahiers bleus)를 발행했으며, 여기에는 마르셀 데아 (나중에 협력주의자가 된 노동자 인터내셔널 프랑스 지부 (SFIO)에서 배제된 미래의 네오사회주의자), 베르트랑 드 주브넬 (여전히 존재하는 자유주의 단체인 몽페를랭회의 공동 창립자), 피에르 망데스 프랑스 (제4공화국 동안 프랑스 총리가 된 급진사회당의 젊은 수비수, 즉 jeunes loups 중 한 명), 그리고 에두아르 베르트와 같이 매우 다양한 인물들의 에세이가 실렸다.
1934년 2월 6일 위기 이후, 발루아는 《카이에 블루》와 함께 좌익 평론지인 르 누벨 아주("새 시대")를 창간했다. 그러나 르 누벨 아주는 코퍼러티즘 경제를 사용하여 자본주의 이후 경제를 옹호했다. 1935년, 그는 SFIO에 가입하려고 시도했지만, 마르소 피베르의 지지를 받았음에도 불구하고 거절당했다.
발루아는 비시 프랑스 시대에 레지스탕스에 참여했다. 제2차 세계 대전 동안, 그는 리옹 근처로 이주하여 문화 협동조합 프로젝트를 시작했다.
발루아는 마침내 1944년 5월 18일 나치에 의해 체포되었고, 1945년 2월 발진티푸스로 베르겐-벨젠 강제 수용소에서 사망했다.

## 저서
- La Monarchie et la classe ouvrière, 1914
- L'Économie Nouvelle, 1919
- La révolution nationale, 1924
- L'État syndical et la représentation corporative, les semaines économiques et la campagne pour les états généraux 1920-1924, 1927
- Basile ou la politique de la calomnie, 1927
- L'Homme contre l'argent, 1928
- Un Nouvel âge de l'humanité, 1929
- Finances italiennes, 1930
- Économique, 1931
- Guerre ou révolution, 1931
- Journée d'Europe, 1932
- 1917-1941 : fin du bolchevisme, conséquences européennes de l'événement, 1941
- L'Homme devant l'éternel (published posthumously), 1947

## 같이 보기
- 파쇼 연맹
- 1934년 2월 6일 위기

## 추가 자료
- Yves Guchet, Georges Valois, L'Harmattan, 2001, ISBN 2-7475-1214-2
- Jean-Louis Loubet del Bayle, Les non-conformistes des années 1930, Points Histoire, Seuil, 2001, ISBN 2-02-048701-2
- 제에브 스턴헬, La droite révolutionnaire, Points Histoire, Seuil, 1978, ISBN 2-02-006694-7 (The Birth of Fascist Ideology, with Mario Sznajder and Maia Asheri, published by Princeton University Press, 1989, 1994 (ISBN 0-691-03289-0) (ISBN 0-691-04486-4)
- Zeev Sternhell, Neither Right nor Left: Fascist Ideology in France, Princeton Univ. Press, California ISBN 0-691-00629-6